# Фтиотида
Фтиотида (Φθιώτιδας) е ном в Централна Гърция. Фтиотида е с население от 181 383 жители (2005 г.) и обща площ от 4441 км². Някои номи с които граничи са Беотия на юг, Етолоакарнания на югозапад, Евритания на запад, Кардица и Лариса на север и Магнезия на североизток.
Административен център на нома е град Ламия със старо османско име – Зейтуни.
Номите на Фтиотида и Фокида са създадени на 31 март 1943 г. чрез разделянето на стария ном Фтиотида и Фокида (Νομός Φθιώτιδος και Φωκίδος). Фтиотида (на древногръцки: Φθιῶτις) означава „област на Фтия“ (от Φθία + -ιώτης). 
Според древногръцката митология Кирена е живяла тук преди Аполон да я отведе в Либия. Легендарният герой от Илиада – Ахил, според Омир, е син на Пелей, цар на Фтиотида, така че днешното име на нома всъщност е това на античното царство.

## Деми
Към 2022 г. ном Фтиотида включва следните деми:
1. Дем Амфиклия-Елатия
2. Дем Домокос
3. Дем Камена Вурла
4. Дем Ламия
5. Дем Локри
6. Дем Макракоми
7. Дем Стилида